# Rachel Lloyd
Pour les articles homonymes, voir Rachel Lloyd (chimiste), Rachel Lloyd (militante) et Lloyd.
Rachel Lloyd, née le 6 mai 1975, est une coureuse cycliste américaine spécialiste de cyclo-cross.

## Palmarès en cyclo-cross
- 2000-2001
  - US Open of CX
  - 3e du championnat des États-Unis de cyclo-cross
  - 9e du championnat du monde de cyclo-cross
- 2001-2002
  - 3e du championnat des États-Unis de cyclo-cross
- 2002-2003
  - Olympia
  - 2e du championnat des États-Unis de cyclo-cross
- 2003-2004
  - Reno
  - 2e du championnat des États-Unis de cyclo-cross
- 2007-2008
  - Lakewood
  - Lake View Terrace
  - 2e du championnat des États-Unis de cyclo-cross
  - 9e du championnat du monde de cyclo-cross
- 2008-2009
  - CXLA Weekend
  - 3e du championnat des États-Unis de cyclo-cross
- 2014-2015
  - Tacoma
- 2015-2016
  -  Médaillée de bronze au championnat panaméricain de cyclo-cross
  - 3e du championnat des États-Unis de cyclo-cross